# كايتو ساأوري
كايتو ساأوري (باليابانية: 木村 魁人) (مواليد 2 سبتمبر 1993)، هو لاعب كرة قدم كان يلعب كمدافع.

## وصلات خارجية
- كايتو ساأوري على موقع رابطة كرة القدم اليابانية للمحترفين (اليابانية)
- كايتو ساأوري على موقع عالم كرة القدم.نت (الإنجليزية)